# Провиденсия (Чили)
Провиденсия (исп. Providencia) — коммуна в Чили. Одна из городских коммун города Сантьяго. Коммуна входит в состав провинции Сантьяго и Столичной области.

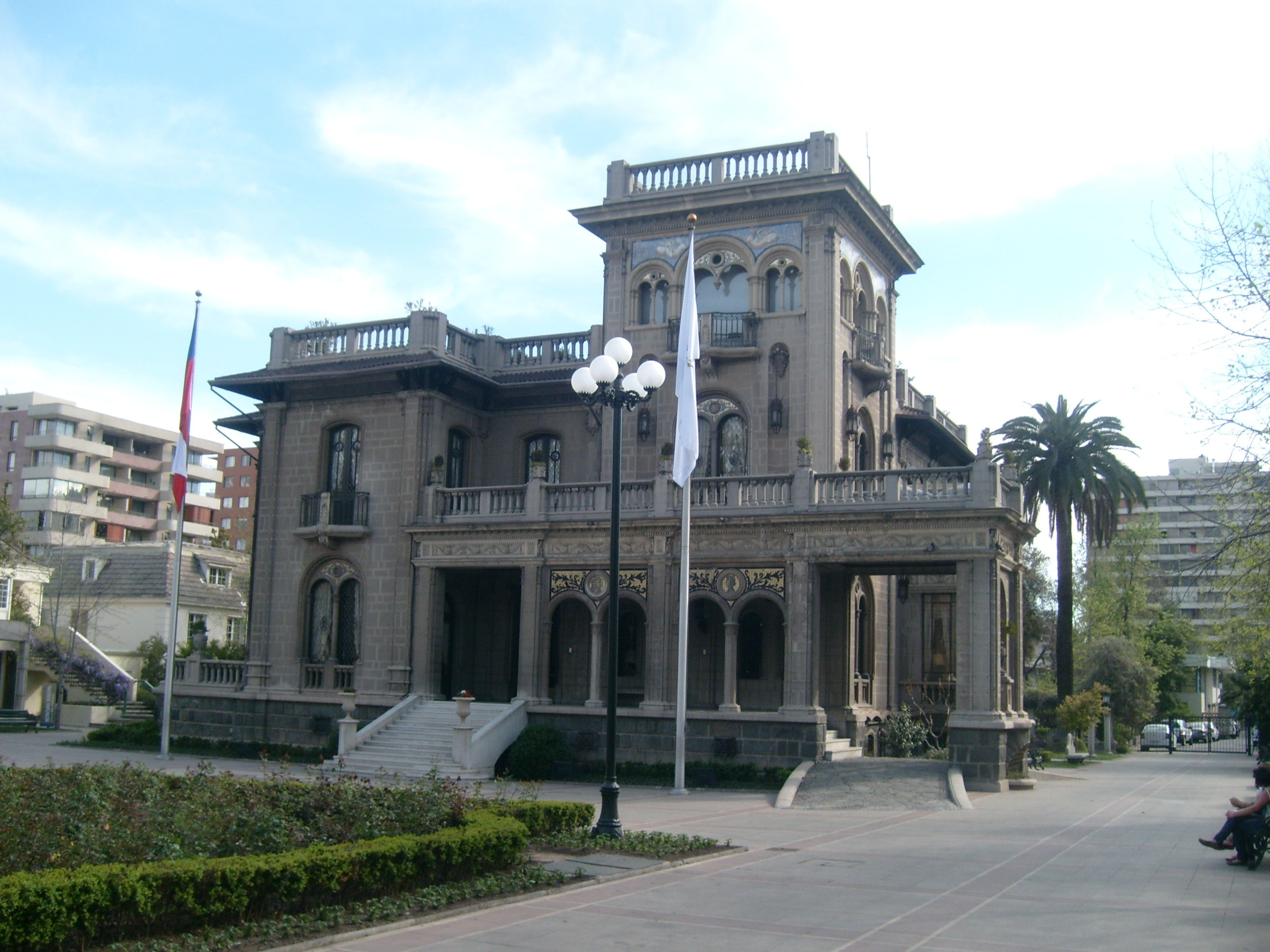
Дворец Фалабелла, ратуша.

Территория — 14,3 км². Численность населения — 142 079 жителей (2017). Плотность населения — 9935,6 чел./км².

## Расположение
Коммуна расположена на северо-востоке города Сантьяго.
Коммуна граничит:
- на севере — c коммуной Витакура
- на северо-востоке — c коммуной Лас-Кондес
- на востоке — с коммуной Ла-Рейна
- на юге — c коммуной Нюньоа
- на юго-западе — c коммуной Сантьяго
- на северо-западе — c коммуной Реколета

## Демография
Согласно сведениям, собранным в ходе переписи 2017 г. Национальным институтом статистики (INE),  население коммуны составляет:

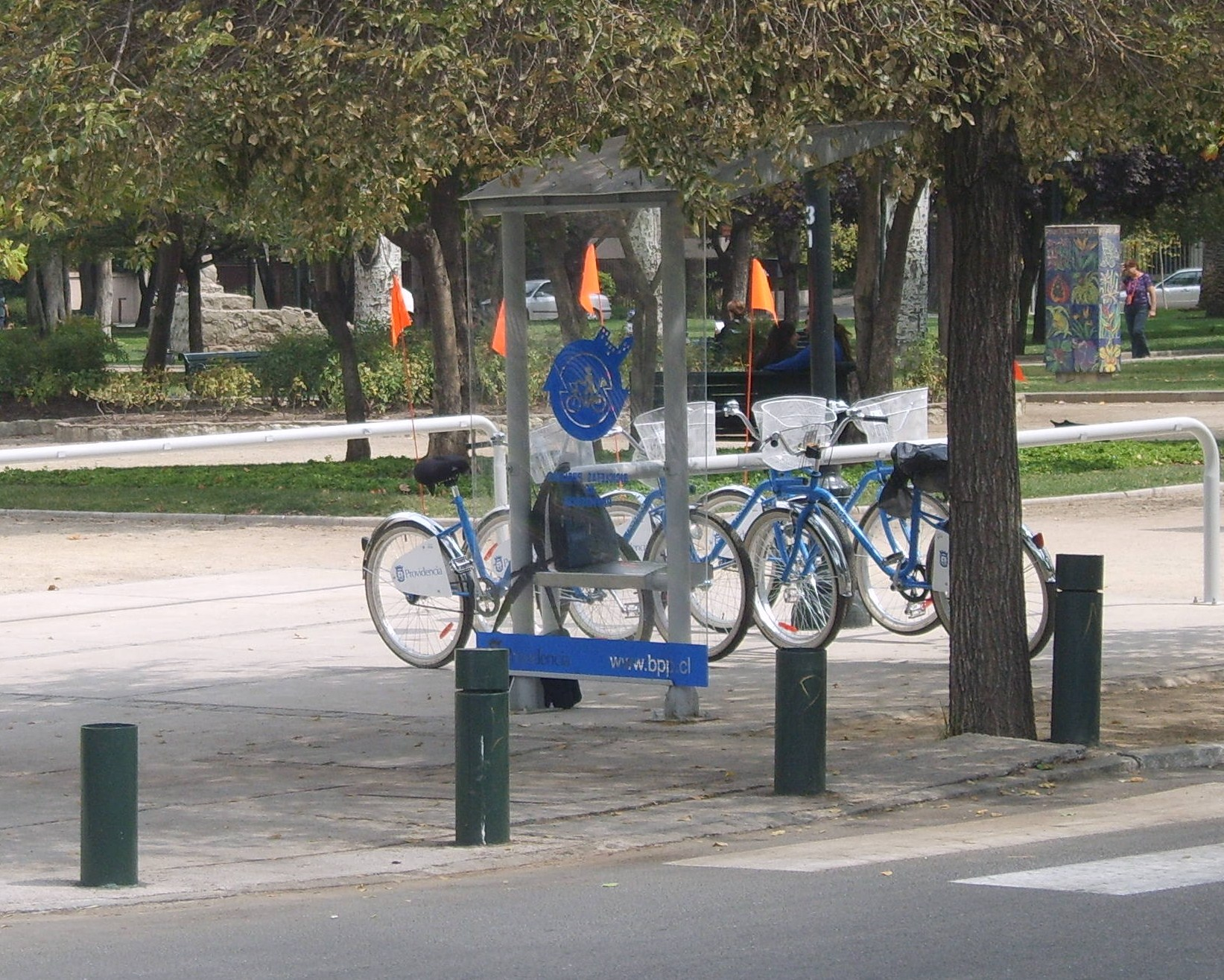
Прокат велосипедов

| Полное население                          | Полное население                          | Полное население                          | Полное население                          | Полное население                          | 142 079 |
| ----------------------------------------- | ----------------------------------------- | ----------------------------------------- | ----------------------------------------- | ----------------------------------------- | ------- |
| в том числе:                              | Городское население                       | 142 079                                   | Процент городского населения, %           | 100,00                                    |         |
|                                           | Сельское население                        | 0                                         | Процент сельского населения, %            | 0,00                                      |         |
|                                           | Мужское население                         | 65 710                                    | Процент мужского населения, %             | 46,25                                     |         |
|                                           | Женское население                         | 76 369                                    | Процент женского населения, %             | 53,75                                     |         |
| Плотность населения, чел./км²             | Плотность населения, чел./км²             | Плотность населения, чел./км²             | Плотность населения, чел./км²             | Плотность населения, чел./км²             | 9935,6  |
| Население коммуны в % к населению области | Население коммуны в % к населению области | Население коммуны в % к населению области | Население коммуны в % к населению области | Население коммуны в % к населению области | 2,00    |

| Динамика изменения населения коммуны | Динамика изменения населения коммуны | Динамика изменения населения коммуны | Динамика изменения населения коммуны |
| ------------------------------------ | ------------------------------------ | ------------------------------------ | ------------------------------------ |
| 1992                                 | 2002                                 | 2012                                 | 2017                                 |
| 111 182                              | 120 874▲                             | 130 808▲                             | 142 079▲                             |